# تصوير قنوي
تصوير قنوات الحليب أو تصوير القنوات اللبنية هو إجراء تشخيصي طبي لرؤية قنوات الحليب. تتضمن العملية تصوير القنوات بالأشعة السينية بعد حقن مادة غير منفذة للأشعة السينية في نظام القناة من خلال الحلمة. يُستخدم هذا الإجراء للتحقيق في أمراض إفرازات الحلمة.
يعد فحص القنوات اللبنية قادرًا على اكتشاف تشوهات أصغر من تلك الموجودة في تصوير الثدي بالأشعة السينية أو التصوير بالرنين المغناطيسي أو اختبارات الموجات فوق الصوتية. باستخدام تقنية التصوير الجزيئي، يمكن رؤية جزء أكبر من النظام القنوي مقارنة بالفحص التنظيري للقناة (يسمى تنظير المجرات أو تنظير القناة).
تشمل أسباب إفرازات الحلمة توسع القناة، والورم الحليمي داخل القناة، وأحيانًا سرطان القناة الموضعي أو سرطان القناة الغازي. 
العلاج القياسي لآفات الثدي المشتبه بها من الناحية المجرية هو إجراء تدخل جراحي على القناة أو القنوات المعنية: إذا كانت الإفرازات تنبع بوضوح من قناة واحدة، فإن استئصال القناة ( استئصال مجهري ) هو الإجراء المناسب؛  إذا كانت الإفرازات تأتي من عدة قنوات أو إذا لم يكن من الممكن تحديد قناة معينة، فإن استئصال القنوات تحت الهالة ( إجراء هادفيلد ) يتم بدلاً من ذلك. 
لتجنب العدوى، لا ينبغي إجراء فحص مسحة الغدة النخامية عندما تحتوي إفرازات الحلمة على صديد. 